# Вулиця Староєврейська
Вулиця Староєврейська — вулиця у Галицькому районі міста Львова. Ця вулиця є однією з найдовших у історичній частині міста та поєднує площу Міцкевича з вулицею Арсенальською. Вулиця вимощена великою квадратною бруківкою з базальтових каменів.

## Історія та назва
- Від XIV століття вулиця Бидлєнца, оскільки тут знаходилася торговиця великою рогатою худобою.
- Від 1483 року — вулиця Зарванська, Серваньска або Сервенґассе  — назва, найімовірніше, походила від свого місця розташування, тобто «за ровом» або ж від латинського слова servus (укр. слуга), оскільки на вулицю виходили прибудови, у яких жили слуги.
- Наприкінці XVIII століття вулиця складалася з трьох частин, кожна з яких мала власну назву: Капітульна або Домкапітельґассе — між вулицями Шкоцкою та За Збройовньом. Цю ж саму ділянку Іван Крип'якевич, у своїй роботі «Історичні проходи по Львові», називав «Зарваницею»[5]; Векслярска та Жидовска Нова — між вулицями Галицькою та Шкоцкою.
- Від 1871 року за всією вулицею закріпили назву Векслярска. Вексляр, іншими словами, це міняйло, а міняльних кантор на вулиці, на той час, було дуже багато.
- Від 1888 року — вулиця Боїмів на честь львівських патриціїв угорського походження — родини Боїмів. Засновник знатного львівського роду — Георгій (Дьєрдь) Бойм замовив та розпочав будівництво родинної усипальниці Боїмів біля Латинської катедри, а його син Павло Боїм завершував цю будову.
- Під час німецької окупації вулиця отримала назву Färberstrasse.
- У липні 1944 року вулиця отримала свою довоєнну назву — вулиця Боїмів, але вже у грудні того ж року перейменована на вулицю Фрунзе — на честь радянського військового та партійного діяча Михайла Фрунзе.
- У 1990 році вулиця отримала свою сучасну назву, яка безпосередньо пов'язана з мешканцями середньовічного єврейського гетто — вулиця Староєврейська. Вулиця названа в пам'ять про те, що в період середньовіччя, у єврейському гетто, через яке частково проходить вулиця Староєврейська, оселялися винятково представники єврейської громади Львова.[6]

## Історія
Староєврейська була прокладена під час локації нового центру Львова німецькими колоністами у XIII столітті паралельно між південною стороною площі Ринок і міськими мурами. Непарну сторону колишній вул. Векслярскої (від вул. Галицької до вул. Сербської) до кінця XVIII століття складали в основному тильні сторони кам'яних будинків південної сторони площі Ринок. У той же час тильні сторони парної сторони вулиці виходили до Високої стіни (міського укріплення). Після того як Високу стіну розібрали, утворилася вул. Нова (нині вулиця Братів Рогатинців). До середини XIX століття ця частина вулиці була населена в основному християнами, у 1870—1940 роках серед жителів переважали євреї; на початку XX століття тут було багато магазинів меблів і шкіряних виробів. На початку XX століття серед мешканців колишньої вулиці Капітульній переважали римо-католики, а на вул. Векслярській та Єврейській — євреї.
Від нинішньої вул. Сербської починався середньовічний єврейський квартал. Євреям дозволили селитися в південно-східному куті Середмістя, причому в правовому відношенні вони підпорядковувалися магістрату, на відміну від єврейської громади Краківського передмістя, яка підпорядковувалася королівським старостам. Квартал був огороджений стінами, причому стіна перегороджувала і нинішню Староєврейську на розі з вулицею Сербською.

## Забудова
В архітектурному ансамблі вулиці Староєврейської переважають класицизм та віденська сецесія. Переважна більшість будинків внесені до Реєстрів пам'яток архітектури національного та місцевого значення.

### З непарного боку вулиці
№ 5. Кам'яниця Оґжалковська

Пам'ятка архітектури місцевого значення під охоронним № 346-м

Інша адреса кам'яниці — вул. Галицька, 11, котра відома з XVIII століття та була римсько-католицькою власністю. Кам'яницю капітально перебудували у 1791 року для нового власника — торговця вином Товія Вайґля. Від того часу походить наріжна скульптура лева з двома тулубами, через що будинок називають «Під левами». Власниками будинку були: у 1871 році — спадкоємці Яна Дістля, а у 1916 році — Дресла Кьоніґ. У 1875 році кам’яницю перебудували у стилі історизму.[джерело?]
№ 7. Кам'яниця Ґрацовська (Кам'яниця Барчевська з Ринку)

Пам'ятка архітектури національного значення під охоронним № 1294-м

Житловий будинок, збудований близько 1785 року за проєктом будівничого Яна Дембовського та з'єднаний перехідним подвір'ям — пасажем Кляйна, з кам'яницею на Ринку, 18. Власниками будинку були: у 1871 році — Маєр Рахміль Мізес, у 1916 році — Аделя Ротман та співвласники.
№ 9. Кам'яниця Марка Файґелеса

Власниками будинку були: у 1871 році — Герш Ґьоц, у 1916 році — спадкоємці Рахілі Ґьоц. У 2013 році, за цією адресою, відкрився пивний ресторан «Королівська пивоварня», власником котрого є Григорій Козловський.
№ 11. Кам'яниця Рорайська з Ринку

Власниками будинку були: у 1871 році — Йосиф Теренкочі, у 1916 році — Фані Шнек та співвласники.
№ 13. Кам'яниця Шварцовська з Ринку

Власниками будинку були: у 1871 році — Н. Пордес, у 1916 році — Фані Шнек і співвласники. Від 1910-х років — є частиною кам'яниці Бадовської.
№ 15. Кам'яниця Зоммеровська на Ринку

Триповерховий житловий будинок з фасадом ХІХ століття, але із замурованою брамою. Власниками будинку були: у 1871 році — Герш Оффе, у 1916 році — Гірш Генрик Райшер. Увійти до будинку можна лише через подвір'я кам'яниці Рорайської.
№ 17. Кам'яниця Алємбековська

Пам'ятка архітектури місцевого значення під охоронним № 348-м

Триповерховий будинок, шириною у три вікна, з вузьким подвір'ям. Власниками будинку були: у 1871 році — Ізраель Шнайд, у 1916 році — Абрам Натан Вайнбаум і співвласники.
№ 19. Кам'яниця Юстґляцовська

Пам'ятка архітектури місцевого значення під охоронним № 1056-м

Триповерховий будинок шириною у сім вікон, побудований на початку XIX століття. На подвір'ї будинку збереглася прибудова колишньої синагоги «Шомрей Шабат» (пол. Szomrej Szabat, Straznica Szabatu), побудованої у 1878 році. У серпні 1941 року синагога була знищена окупаційною владою, проте ця прибудова збереглася до наших днів. Власниками будинку були: у 1871 році — Беналюк, у 1916 році — Саламон Рогатин.
№ 21. Кам'яниця Козловського з Ринку

Власниками будинку були: у 1871 році — Йосиф Мерер, у 1916 році — Вайле Вертен та співвласники.
№ 31. Житловий будинок

Пам'ятка архітектури місцевого значення під охоронним № 1056-м

Збудований у XVII столітті.
№ 35. Житловий будинок

Пам'ятка архітектури національного значення під охоронним № 348-м

Триповерховий будинок, на розі з вулицею Івана Федоровича, зведений у XVII столітті. Тут містилася синагога «Ломдей Шас Умішнайот», заснована львівським рабином І. Ш. Натанзоном. У XIX столітті проведена ґрунтовна реконструкція будинку під житловий.
№ 41. Синагога «Турей Загав», міський будинок навчання Бейс Гамідраш 

При нинішній вулиці Староєврейській, в глибині парцелі видно залишки ренесансної синагоги «Турей Загав» («Золоті стрічки», народна назва — «Золота Роза») та будинку навчання Бейс Гамідраш. Синагогу збудував відомий львівський архітектор італійського походження Павло Щасливий у 1582 році. У інтер'єрі синагога мала чотирикутну залу з готичними склепіннями, прикрашену ренесансною скульптурою.
Згадка про першу, дерев'яну будівлю Бейс Гамідраш датується XVII століттям. У 1797 році на місці дерев'яної збудовано нову цегляну споруду. Реконструкцію будинку навчання проведено на початку XX століття. Будинок релігійного навчання складався з семи окремих молитовних залів на першому поверсі та опалюваної бібліотеки і навчальних приміщень на горішньому поверсі. Міський Бейс Гамідраш розташовувався між великою міською синагогою та синагогою «Турей Загав», що розташовувалася на розі вулиць Староєврейської та колишньої Шклярської. Будинок навчання був розділений аналогічно синагозі, тобто він був основним місцем усієї споруди та простором, де чоловіки вивчали священні тексти, їх інтерпретації та молилися.
Споруда була зведена з цегли на високому цоколі, тинькована, базована на прямокутному плані. Двоярусну брилу вкривав високий дах зі стриховими вікнами. Фасади увінчувалися профільованим карнизом з простим широким фризом. Вхід, що вів з вулиці Староєврейської через неширокі двері, був акцентований віконцем з лучковою перемичкою. Основу двоярусної споруди складав молитовний зал, розташований на партері. Його підкреслювали великі аркові вікна, які закривалися дерев'яними віконницями. Другий ярус, який займали цехові божнички, прорізували прямокутні вікна, удекоровані профільованим обрамуванням. Бароковий архітектурний вистрій двох репрезентабельних фасадів був досить стриманим. Присінок, що вів до Бейт Гамідрашу, вирізнявся цікавою архітектонікою. Молитовний зал перекривали склепіння. Інтер'єр містив елементи богослужіння та обладнання: ковальську біму, свічники та павуки, дерев'яні лави, які разом, за виразом сучасника, створювали таємничу атмосферу.
Обидва будинки зруйновано під час другої світової війни.
Вже у наш час проведено роботи з консервації залишків сакральної споруди, а 4 вересня 2016 року відбулося урочисте відкриття першої частини меморіального комплексу «Простір синагог», до складу котрого увійшли законсервовані залишки синагоги «Турей Загав», помаркована територія Бейт Гамідраш та меморіальна інсталяція «Увіковічнення».

### З парного боку вулиці
№ 6. Кам'яниця Мендровичовська

Пам'ятка архітектури місцевого значення № 1055

Інша адреса кам'яниці — вул. Галицька 13, котра відома з XVIII століття та була римо-католицькою власністю. Власниками будинку були: у 1871 році — Герман Фібіґ, у 1916 році — Саломон Рогатин і співвласники.
№ 8. Кам'яниця Мондровичовська

Пам'ятка архітектури національного значення № 1295

Власниками будинку були: у 1871 році — Саламон Дубс, у 1916 році — Йосиф Талер та співвласники.
№ 10. Кам'яниця Гараєвичівська

Пам'ятка архітектури національного значення № 1296

Житловий будинок, збудований у 1597 році Альберто Гарайовичем на старих фундаментах і пивницях. Наприкінці XVIII століття відбулася ґрунтовна перебудова кам'яниці зі збереженням чільного фасаду. У 1866 році, за проєктом будівничого Якуба Цвіллінґа, добудовано третій ярус клозетів. У 1926 році, за проєктом архітектора Марка Ляксера, змінено пристосування приміщення партеру під крамницю та склад. У 1937 році, за проектом інженера Владислава Бляйма, проведено адаптаційні роботи під майстерню-крамницю пасків і торбів фірми «Тіп-Топ». У 1940-х роках приміщення партеру перероблено під житлові.
№ 12. Кам'яниця Бадовська

Будинок з'єднано через спільне подвір'я з будинком на вул. Братів Рогатинців, 15. Ці дві будівлі, запроєктовані в архітектурній фірмі Міхала Уляма, утворювали торговий пасаж Ляуфера. Фасад з боку вул. Староєврейської, найімовірно, проєктував архітектор Роман Фелінський. Власниками будинку були: у 1871 році — спадкоємці Хаїма Йонаса, у 1916 році — Хана Ляуфер та співвласники.
№ 14.

Житловий будинок, 1779 року реконструйований будівничим Антоном Косинським на замовлення Михайла Брандиса.
№ 16. Кам'яниця Зухоровичівська

Пам'ятка архітектури місцевого значення під охоронним № 347

Триповерховий будинок, шириною у три вікна, перебудований у 1776 році будівничим Йосифом Дубльовським. На початку XX століття відбулася ще одна реконструкція будинку, у результаті якої до будівлі прибудовано балкон. Власниками будинку були: у 1871 році — Маєр Ляуфер, у 1916 році — Йосиф Маєр Бляуер і співвласники.
№ 18. Кам'яниця Щепановичовська

Пам'ятка архітектури місцевого значення під № 349

Триповерховий будинок шириною у три вікна. Від первісної будівлі зберігся бароковий білокам'яний портал при вході до кам'яниці, а дата на фасаді «1800», вказує на дату, коли він зазнав масштабної перебудови. Власниками будинку були: у 1871 році — Й. Уріх Бенціон Пордес, у 1916 році — Ґітла Курцер.
№ 20. Кам'яниця Дешпотовська

Пам'ятка архітектури місцевого значення під охоронним № 1057-м

Триповерховий будинок шириною у три вікна, що дійшов до нашого часу у вигляді чиншової кам'яниці середини XIX століття. Власниками будинку були: у 1871 році — Горовіц, Бріланд та Кребс, у 1916 році — Яків Кребс та співвласники.
№ 22. Кам'яниця Ґлушковська

Пам'ятка архітектури національного значення під охоронним № 1297-м

Будинок збудовано на початку XVII століття відомими львівськими архітекторами Амброзієм Прихильним та Адамом Покорою. У XIX столітті архітектор Йозеф Енґель провів реконструкцію з добудовою третього поверху. Власниками будинку були: у 1871 році — спадкоємці Хаїма Йонаса, у 1916 році — Озіаш Галер та співвласники.
№ 24. Кам'яниця Боне

Пам'ятка архітектури національного значення під охоронним № 1299-м

Кам'яниця збудована на початку XVII століття відомими львівськими архітекторами Амброзієм Прихильним та Адамом Покорою і являла собою триповерховий будинок шириною у три вікна, оздоблений рустованими лопатками у стилі початку XIX століття. У XVIII столітті, одним з власників кам'яниці був архітектор Якуб Боні. По смерті Боні кам'яниця за заповітом відійшла шпиталеві святого Лазаря. У 1788 році будинок у шпиталю викуповує Іцхак Варінґер, і на його замовлення у 1791 році кам'яниця повністю перебудована архітектором Йосифом Дубльовським. На початку XX століття до кам'яниці прибудовано балкон. Наступними власниками кам'яниці були: у 1871 році — Біґельайзен і Беґлюктер, а у 1916 році — Зімхе Вольф Шляйфер та співвласники.
№ 26. Кам'яниця Покоровичевська

Пам'ятка архітектури національного значення під охоронним № 1300-м

Наприкінці XVI — початку XVII століття кам'яниця мала назву «Бжемінська», а також «Шольцівська» відповідно до прізвищ власників. Пізніше частини будинку належали львівським архітекторам Андреасу Бемеру та Йоану Поправі. 1605 року придбана львівськими архітекторами Амвросієм Прихильним та Адамом Покорою. 1611 року ними ж перебудована. Після смерті Покори близько 1638 року його частину успадкував син, також архітектор, Ян Покорович. Спадкоємцям Покоровича дім належав до XVIII століття. У 1740-х роках тут жив будівничий Ян Гербут, що дало нову назву кам'яниці — «Гербутівська». 1746 року проведено ґрунтовну реконструкцію будівлі. Після спадкоємців Гербута власником став вірменський золотар Яків Антонович. 11 травня 1770 року будинок придбаний архітектором Йосифом Дубльовським. 1781 року Дубльовський продає будинок вірменинові Миколі Вартановичу, а той — Лайзору Нойшейну. Відтоді будинок тривалий час належить юдейським родинам, зокрема, у 1871 році — родинам Абрама Мізеса і Блюме Менкеса, а у 1916 році — Йосифа Ляндеса і співвласникам. Нині це триповерховий триосьовий будинок у стилі класицизму. Первинний ренесансний вигляд знівельований багатократними перебудовами.
№ 34. 

Будинок збудований 1633 року на замовлення Соломона Фрідмана поблизу міського муру на місці воскобійні та маштарні. Архітектор Амвросій Прихильний був власником кам'яниці, а її оформлення (декорація порталу, віконні обрамлення) вказує, що це могла бути його робота.
№ 48. 

Чотириповерхова кам'яниця. В будинку працював один з найвідоміших львівських ресторанів «Дім легенд». На фасаді будинку була встановлена скульптура дракона, який щовечора у певний час «видихав» стовп вогню. Навесні 2019 року у компанії закінчився десятирічний договір оренди і власник будівлі відмовився його продовжувати, тому вони змушені закрити ресторан. 2 лютого 2022 року будинок виставлений на продаж.
№ 54. 

Залишки фундаменту Великої міської синагоги, зруйнованої під час другої світової війни.

## Галерея

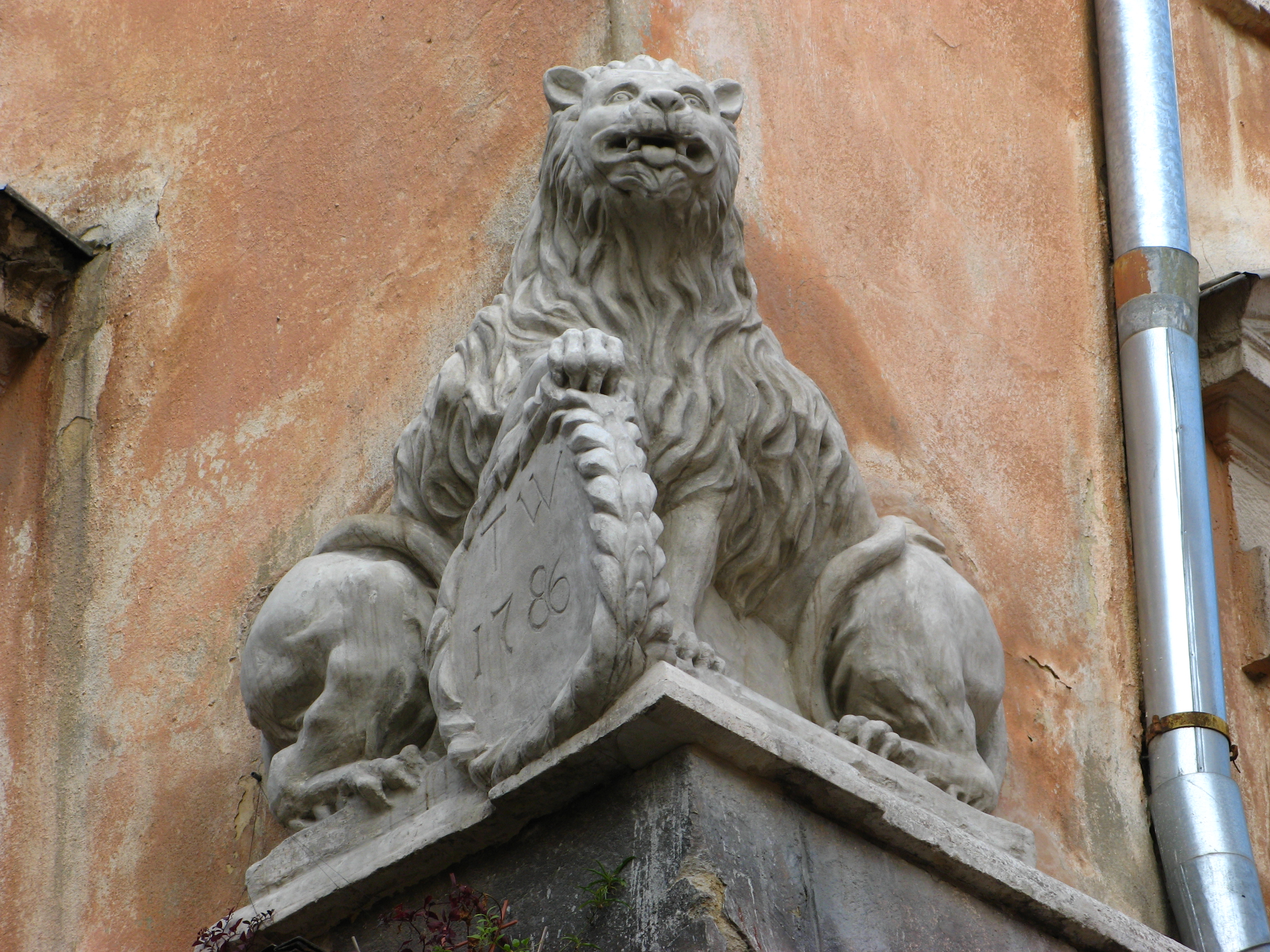
«Роздвоєний лев» на розі вулиць Староєврейської та Галицької
Дім легенд» (вул. Староєврейська, 48)
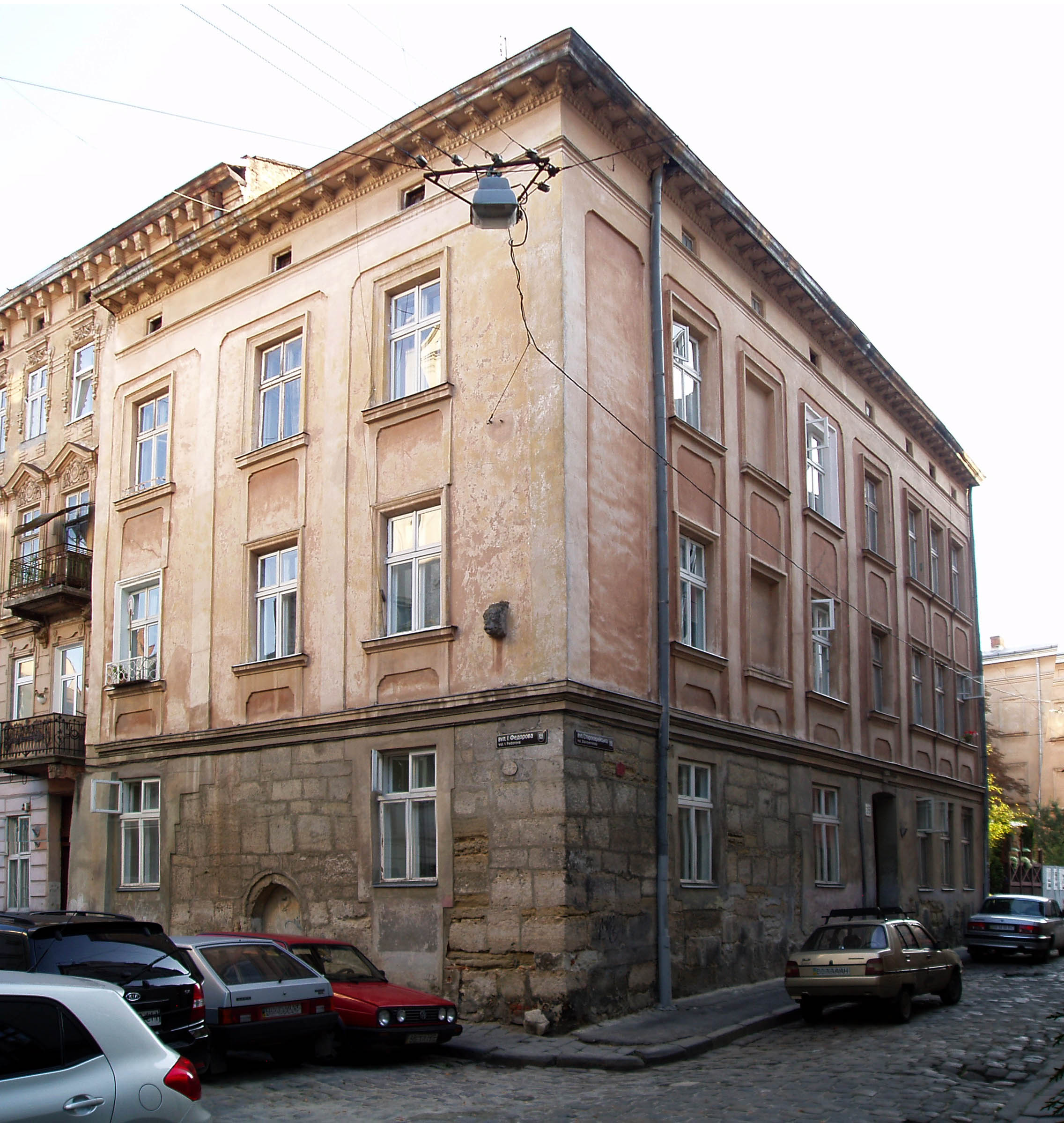
Житловий будинок (вул. Староєврейська, 35)